# Heft (Ortschaft, Gemeinde Hüttenberg)
Heft ist eine von der ehemaligen Eisenverarbeitung geprägte Ortschaft in der Gemeinde Hüttenberg im Bezirk Sankt Veit an der Glan in Kärnten. Die Ortschaft hat 11 Einwohner (Stand 1. Jänner 2024). Zur Ortschaft gehören nur jene Gebäude im Hefter Graben, die auf dem Gebiet der Katastralgemeinde Knappenberg liegen; somit umfasst die Ortschaft nur einen kleinen Teil des Ortes Heft.

## Lage
Die Ortschaft liegt im Nordosten des Bezirks Sankt Veit an der Glan, knapp zwei Kilometer nordöstlich des Gemeindehauptorts Hüttenberg, im Hefter Graben, einem Teil des vom Mosinzbach gebildeten Tals. Zur Ortschaft gehören nur die Gebäude südlich des Mosinzbachs vom ehemaligen Eisenhüttenwerk und der Hochofenanlage im Westen bis zur Mündung des Hefterbachs im Osten. 

## Geschichte
Der Ort gehört seit der Gemeindegründung 1850 zur Gemeinde Hüttenberg.
Die seit Jahrhunderten im Ort bestehende Hochofenanlage wurde 1857 ausgebaut, doch 1908 stillgelegt. 1995 wurde für die Kärntner Landesausstellung ein Ausstellungs- und Verwaltungsgebäude errichtet. Die Hochofenanlage samt Ruinen der Nebengebäude ist als Freilichtmuseum frei zugänglich.

## Bevölkerungsentwicklung
Für die Ortschaft ermittelte man folgende Einwohnerzahlen:
- 1880: 6 Häuser, 60 Einwohner[2]
- 1890: 6 Häuser, 53 Einwohner[3]
- 1900: 6 Häuser, 44 Einwohner[4]
- 1910: 5 Häuser, 30 Einwohner[5]
- 1923: 5 Häuser, 35 Einwohner[6]
- 1934: 34 Einwohner[7]
- 1961: 5 Häuser, 61 Einwohner[8]
- 2001: 6 Gebäude (davon 4 mit Hauptwohnsitz) mit 8 Wohnungen; 14 Einwohner und 2 Nebenwohnsitzfälle; 6 Haushalte; 0 Arbeitsstätten, 1 land- und forstwirtschaftlicher Betrieb[9]
- 2011: 5 Gebäude, 11 Einwohner, 4 Haushalte, 0 Arbeitsstätten[10]
- 2021: 7 Gebäude, 13 Einwohner, 4 Haushalte, 1 Arbeitsstätte[11]

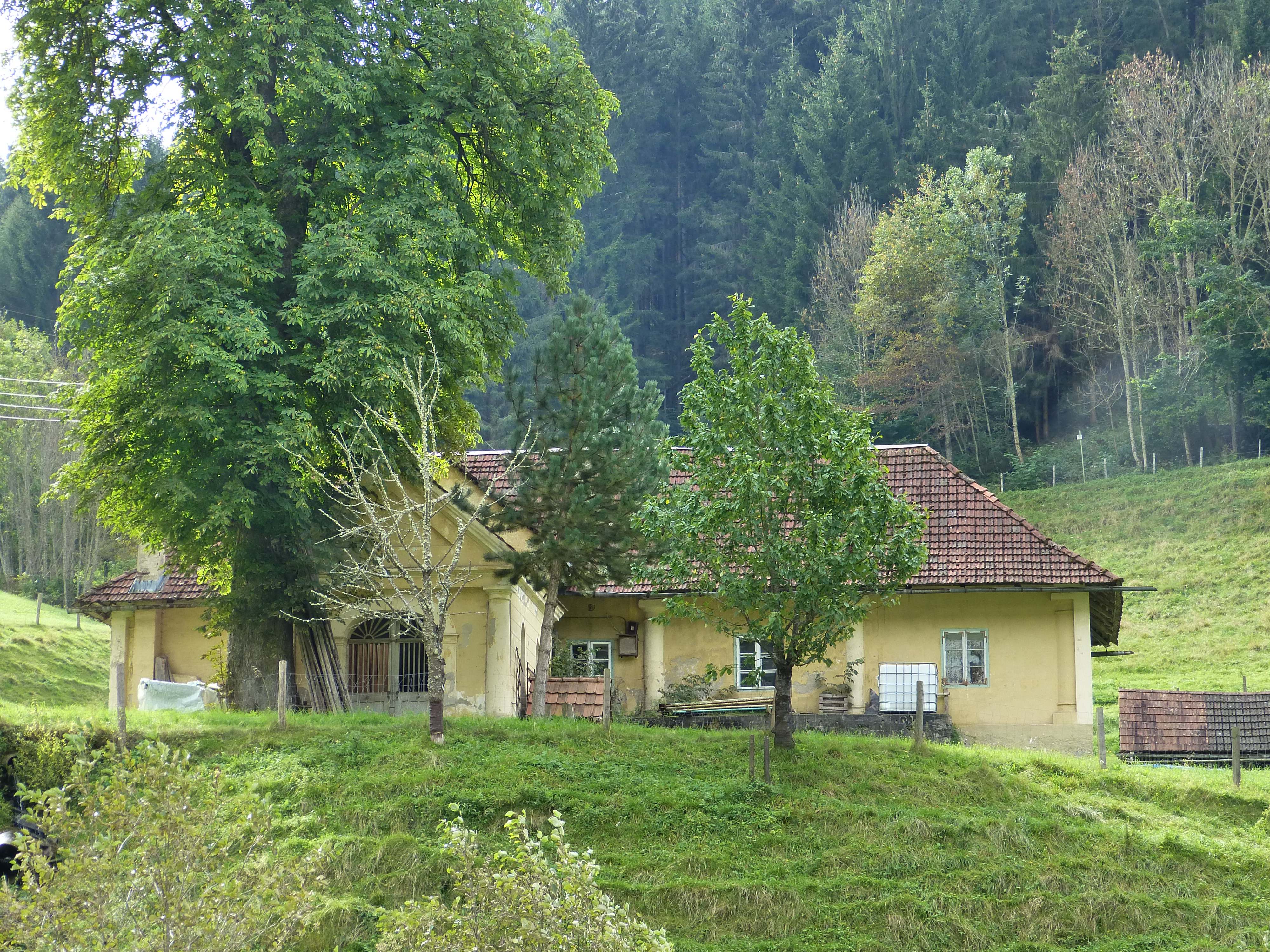
Kohlschreiberhaus
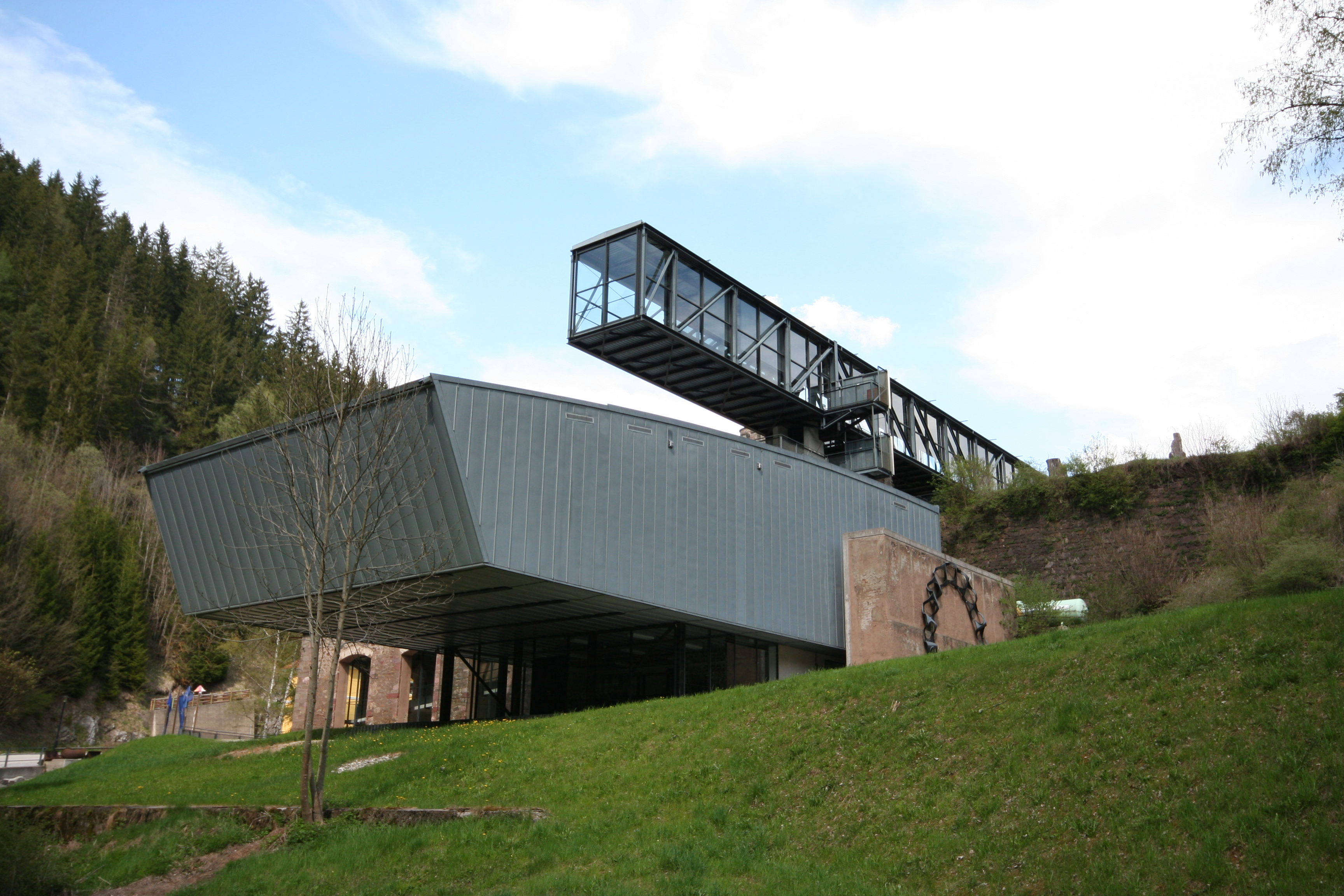
Ausstellungsgebäude
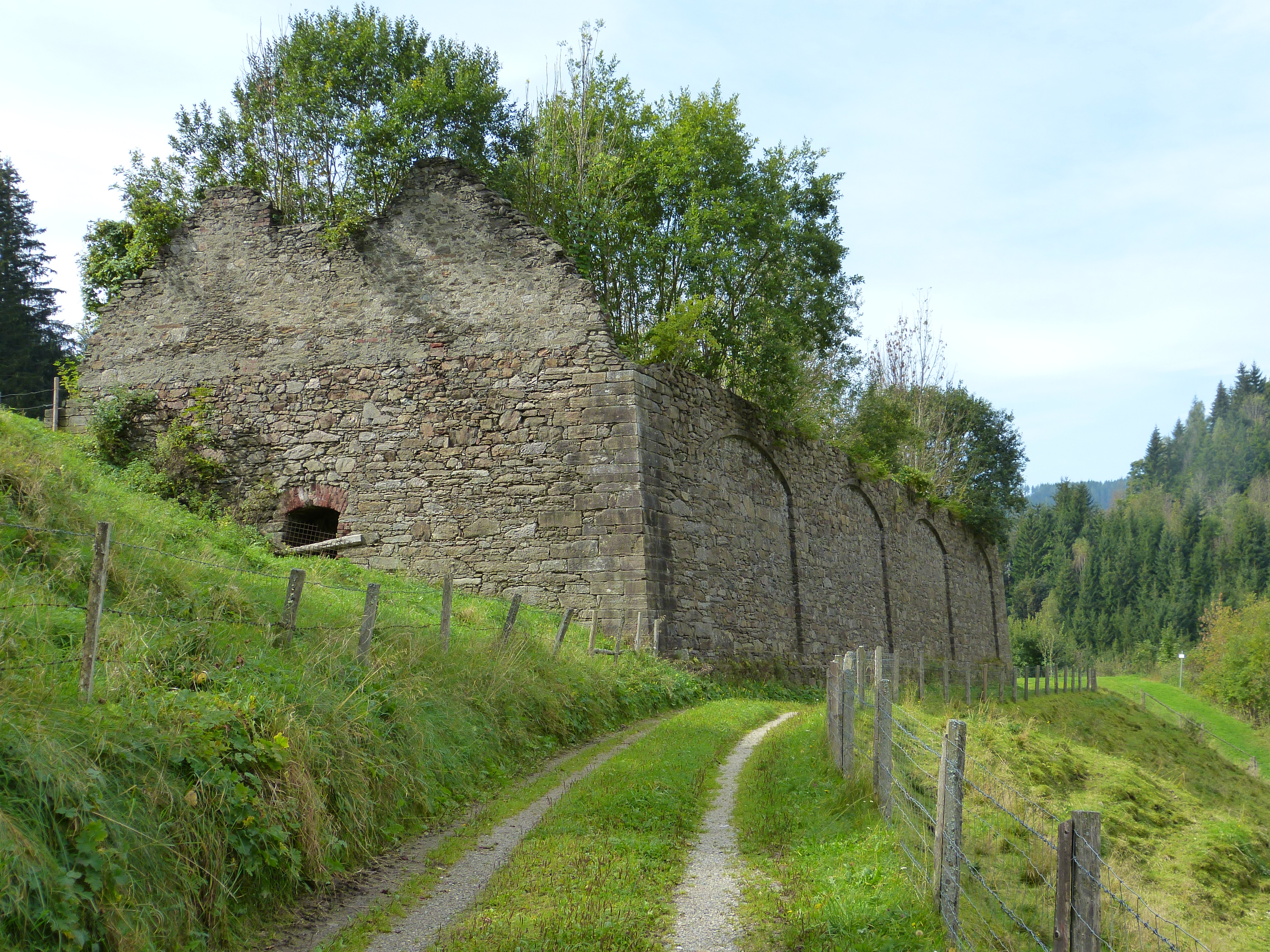
Erzbunker
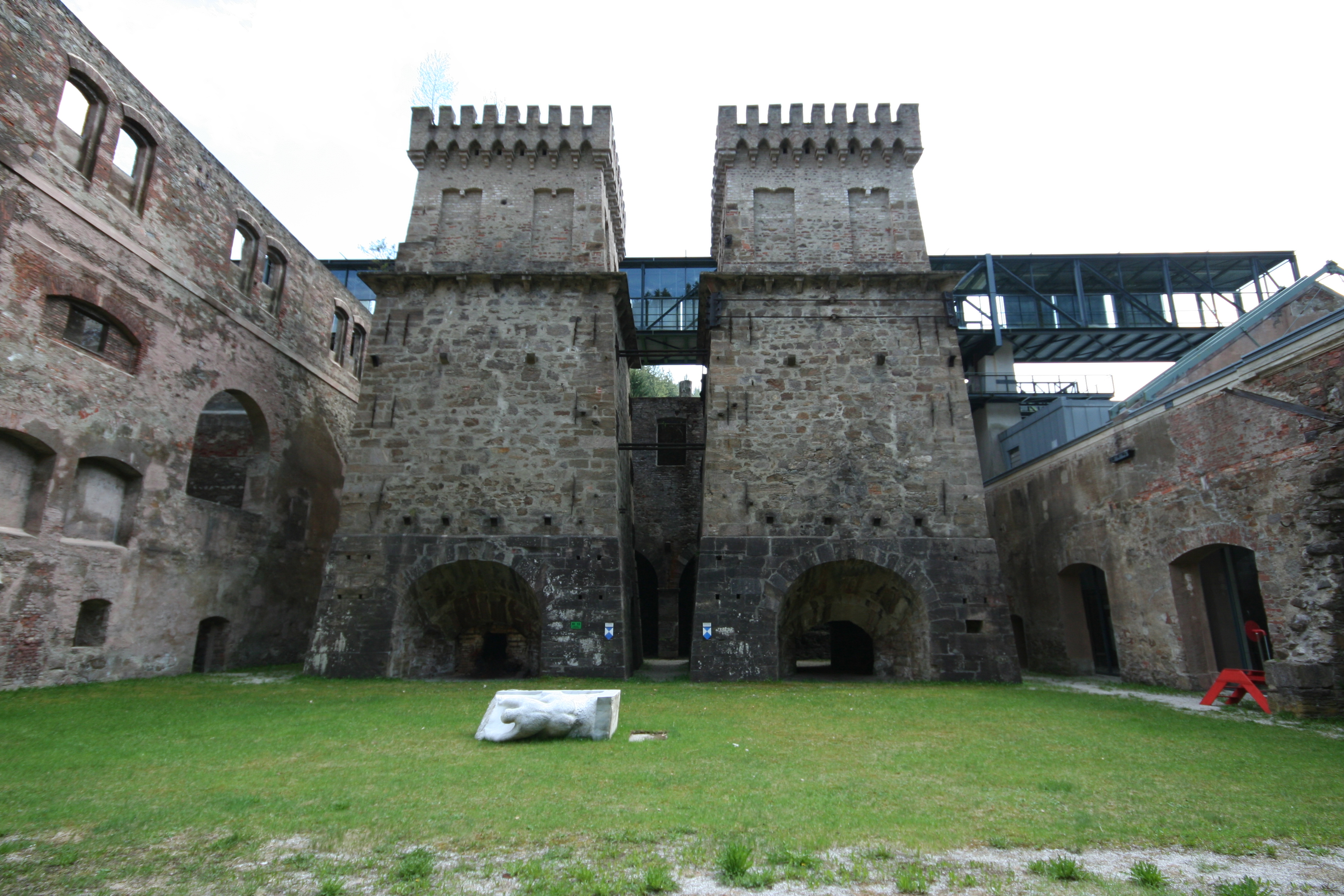
Hochofen